# Бата (Леко)
Бата (итал. Baita) је насеље у Италији у округу Леко, региону Ломбардија.
Према процени из 2011. у насељу је живело 1 становника. Насеље се налази на надморској висини од 941 м.